# تپه و محوطه بابا فقیه
تپه و محوطه بابا فقیه مربوط به دوره ساسانیان - دوران‌های تاریخی پس از اسلام است و در شهرستان بیجار، بخش مرکزی، روستای بابا فقیه واقع شده و این اثر در تاریخ ۱۰ دی ۱۳۸۱ با شمارهٔ ثبت ۶۹۳۵ به‌عنوان یکی از آثار ملی ایران به ثبت رسیده است.